# Город грехов 2: Женщина, ради которой стоит убивать
«Город грехов 2: Женщина, ради которой стоит убивать» (англ. Sin City: A Dame to Kill For) — продолжение художественного фильма «Город грехов» 2005 года. Фильм основан преимущественно на втором графическом романе Фрэнка Миллера из цикла «Город грехов». Выход в прокат состоялся 21 августа 2014 года. Фильм получил в основном негативные отзывы критиков и обернулся коммерческим провалом.

## Сюжет

### Ещё одна субботняя ночь
Пролог фильма. Марв просыпается на шоссе на месте автомобильной аварии рядом с несколькими трупами и пытается вспомнить, как он там оказался. Марв вспоминает, что в переулке заметил, как группа студентов-мажоров поджигала бездомных, чему он решил помешать. Началась автомобильная погоня, вследствие которой Марв убивает нескольких из хулиганов, оставшиеся двое сбегают в гетто, Марв следует за ними. Именно в этом районе Марв родился и вырос, поэтому здесь он имеет весьма «доброжелательных» соседей, которые помогают ему окончательно расправиться со студентами.

### Долгая ужасная ночь
Дерзкий и везучий игрок Джонни знакомится с молодой стриптизёршей Марси и бросает игровой вызов самому опасному человеку в Бэйсин-Сити — сенатору Рорку. Скоро ему предстоит узнать, что кроме разовой карточной игры его связывает с Рорком кое-что ещё. Но даже это не лишит Рорка жажды поквитаться с наглым юнцом, осмелившимся перейти ему дорогу.

### Женщина, ради которой стоит убивать
В темных переулках Города грехов Дуайт планирует жестоко отомстить женщине по имени Эва Лорд, которая его предала. Эва Лорд вышла замуж за богатого человека и ради получения наследства решила расправиться с ним руками своего старого парня Дуайта Маккарти. Тот ушёл из Старого города и пытается встать на честный путь, но одержимость Эвой Лорд ломает все его планы и швыряет в объятия бездны…

### Последний танец Нэнси
Нэнси пытается смириться со смертью детектива Хартигана и отомстить человеку, виновному в этом — сенатору Рорку. Она уродует себя и говорит, что это сделал сенатор Рорк. Марв, относящийся к Нэнси как к сестре, помогает ей осуществить ужасную месть всесильному сенатору.

## В ролях
| Актёр                | Роль           |
| -------------------- | -------------- |
| Джессика Альба       | Нэнси Каллахан |
| Микки Рурк           | Марв           |
| Джош Бролин          | Дуайт Маккарти |
| Джозеф Гордон-Левитт | Джонни         |
| Брюс Уиллис          | Джон Хартиган  |
| Розарио Доусон       | Гейл           |
| Ева Грин             | Эва Лорд       |
| Пауэрс Бут           | сенатор Рорк   |
| Деннис Хейсбёрт      | Мэньют         |
| Рэй Лиотта           | Джой           |
| Джейми Кинг          | Голди, Венди   |
| Кристофер Ллойд      | Кройниг        |
| Джейми Чон           | Михо           |
| Джереми Пивен        | Боб            |
| Кристофер Мелони     | Морт           |
| Джуно Темпл          | Салли          |
| Стейси Кич           | Валленквист    |
| Мартон Чокаш         | Дамьен Лорд    |
| Леди Гага            | Берта          |
| Алекса Вега          | Гилда          |
| Джулия Гарнер        | Марси          |
| Патрисия Вонне       | Даллас         |

## История создания
В 2005 году, после того как был создан фильм Город грехов, Родригес анонсировал свои планы на продолжение, в котором будут присутствовать те же персонажи, что и из этого фильма. За основу планировалось взять новеллу «Женщина, за которую стоит убивать». Миллер заявил, что фильм будет приквелом и сиквелом одновременно с разными историями которые происходят до и после первого фильма. Миллер, который написал основу сценария в 2006 году, объявил о начале работы над фильмом в следующем году.
Работа над фильмом не начиналась ещё несколько лет.
На San Diego Comic-Con 2011 года Родригес заявил, что сценарий к фильму Город грехов 2 близок к завершению и была вероятность, что съёмки начнутся в конце 2011 года. Родригес сообщил, что «Город грехов 2» будет основываться на новелле «Женщина, за которую стоит убивать» и двух других историях из цикла «Город грехов», которые Фрэнк Миллер напишет для сценария. Одна из них называется «Долгая ужасная ночь».
Однако позже Родригес сообщил о том, что официальный подбор актёров не начнётся до тех пор, пока сценарий фильма не будет завершён.
В августе 2011 года Родригес заявил, что сценарий почти готов и может служить основой для начала работы над фильмом.
В сентябре 2011 года было объявлено, что обладатель премии «Оскар» Уильям Монахэн (сценарист фильма «Отступники») занят в адаптировании продолжения графической новеллы Фрэнка Миллера.
В марте 2012 года Родригес заявил, что производство «Города грехов 2» начнётся в середине 2012 года. Он также отметил, что актёры будут «того же калибра», что и в предыдущем фильме.
13 апреля 2012 года производство фильма было подтверждено, вдобавок с новым названием («Sin City: A Dame to Kill For»). Производство, как ожидалось, должно было начаться летом 2012 года, однако съёмки начались лишь в октябре того же года. В мае 2014 года Американская ассоциация кинокомпаний запретила к распространению постер фильма с Евой Грин за чрезмерное обнажение.

### Кастинг
29 октября было объявлено, что Девон Аоки не сможет вернуться к роли Михо из-за второй беременности, её заменит Джейми Чон. 5 декабря стало известно, что Деннис Хейсберт сыграет Мэньюта вместо Майкла Кларка Дункана, который умер до начала производства сиквела. Также вместо Клайва Оуэна роль Дуайта МакКарти исполнил Джош Бролин. Роль Боба исполнил Джереми Пивен вместо Майкла Мэдсена, который исполнил эту роль в оригинальном фильме.

## Критика
Фильм получил в основном негативные отзывы кинокритиков. На сайте Rotten Tomatoes 45 % рецензий из 138 являются положительными. Средняя оценка фильма 5.4/10. На сайте Metacritic фильм имеет 45 баллов из 100.

## Нереализованное продолжение
Роберт Родригес планировал использовать седьмой сюжет — «В ад и обратно» цикла «Город грехов» как главную историю в фильме «Город грехов 3», который должен был получить соответствующий подзаголовок «В ад и обратно».
Родригес видел в роли главного героя сюжета, ветерана войны Уолласа актёра Джонни Деппа, который также выразил интерес к участью в работе.